# چار داهالی
چار داهالی (به لاتین: Char Dahali) یک روستا در بنگلادش است که در استان باریسال و در ناحیه باریسال واقع شده است.